# Grandin (Dakota del Norte)
Grandin es una ciudad ubicada en el condado de Cass en el estado estadounidense de Dakota del Norte. En el censo de 2010 tenía una población de 173 habitantes y una densidad poblacional de 395,24 personas por km².

## Geografía
Grandin se encuentra ubicada en las coordenadas 47°14′12″N 97°0′11″O / 47.23667, -97.00306. Según la Oficina del Censo de los Estados Unidos, Grandin tiene una superficie total de 0.44 km², de la cual 0.44 km² corresponden a tierra firme y (0%) 0 km² es agua.

## Demografía
Según el censo de 2010, había 173 personas residiendo en Grandin. La densidad de población era de 395,24 hab./km². De los 173 habitantes, Grandin estaba compuesto por el 95.38% blancos, el 0% eran afroamericanos, el 1.73% eran amerindios, el 0% eran asiáticos, el 0% eran isleños del Pacífico, el 1.16% eran de otras razas y el 1.73% pertenecían a dos o más razas. Del total de la población el 2.31% eran hispanos o latinos de cualquier raza.